# Grodzisko (Petite-Pologne)
Pour les articles homonymes, voir Grodzisko.
Grodzisko est une localité polonaise de la gmina de Zator, située dans le powiat d'Oświęcim en voïvodie de Petite-Pologne.